# ميدل أوف أونر: يوربيان أسولت
ميدل أوف أونر: يوربيان أسولت (بالإنجليزية: Medal of Honor: European Assault)‏، هي لعبة فيديو أمريكية من نوع تصويب منظور الشخص الأول، صدرت اللعبة في الأسواق سنة 2005، وهي من تطوير إي أيه لوس أنجلوس، ومن نشر إلكترونيك آرتس، هذه اللعبة تدعم منصات بلاي ستيشن 2، إكس بوكس وغيم كيوب، وتدور أحداث اللعبة في الجبهة الأوروبية أثناء الحرب العالمية الثانية.